# John Watkins (fotograf)
John Watkins (1823–1874) byl anglický portrétní fotograf.

## Životopis
John Watkins a jeho bratr Octavius Charles Watkins (1836–1882) často spolupracovali. Byli aktivní v letech 1840 až 1875 a uznávaní za své portréty osobností z kulturního světa viktoriánské éry, jako byli například: Charles Dickens, princ z Walesu, John Stuart Mill, Thomas Carlyle, Charles Kingsley, Carlo Marochetti a další.

## Galerie

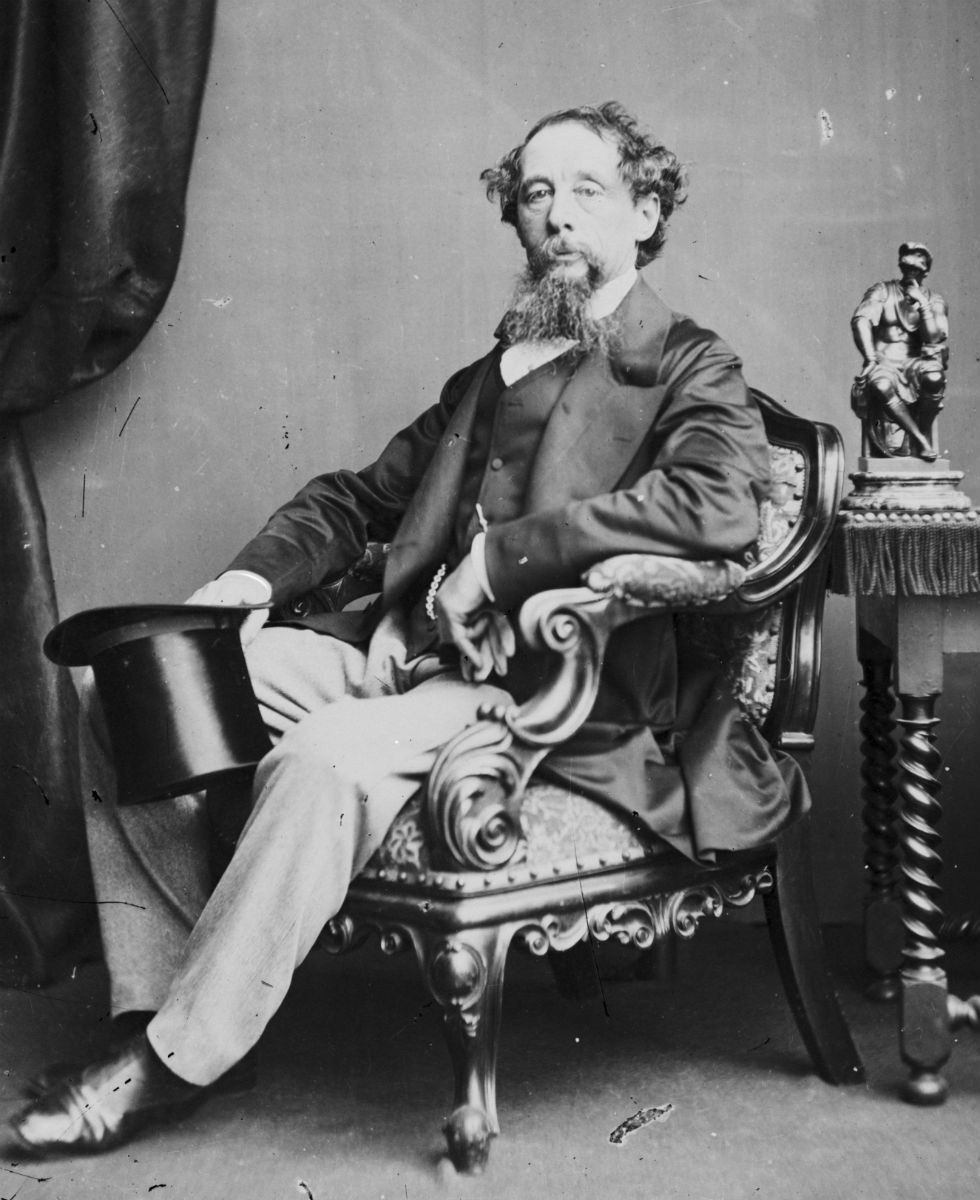
Charles Dickens, asi 1860
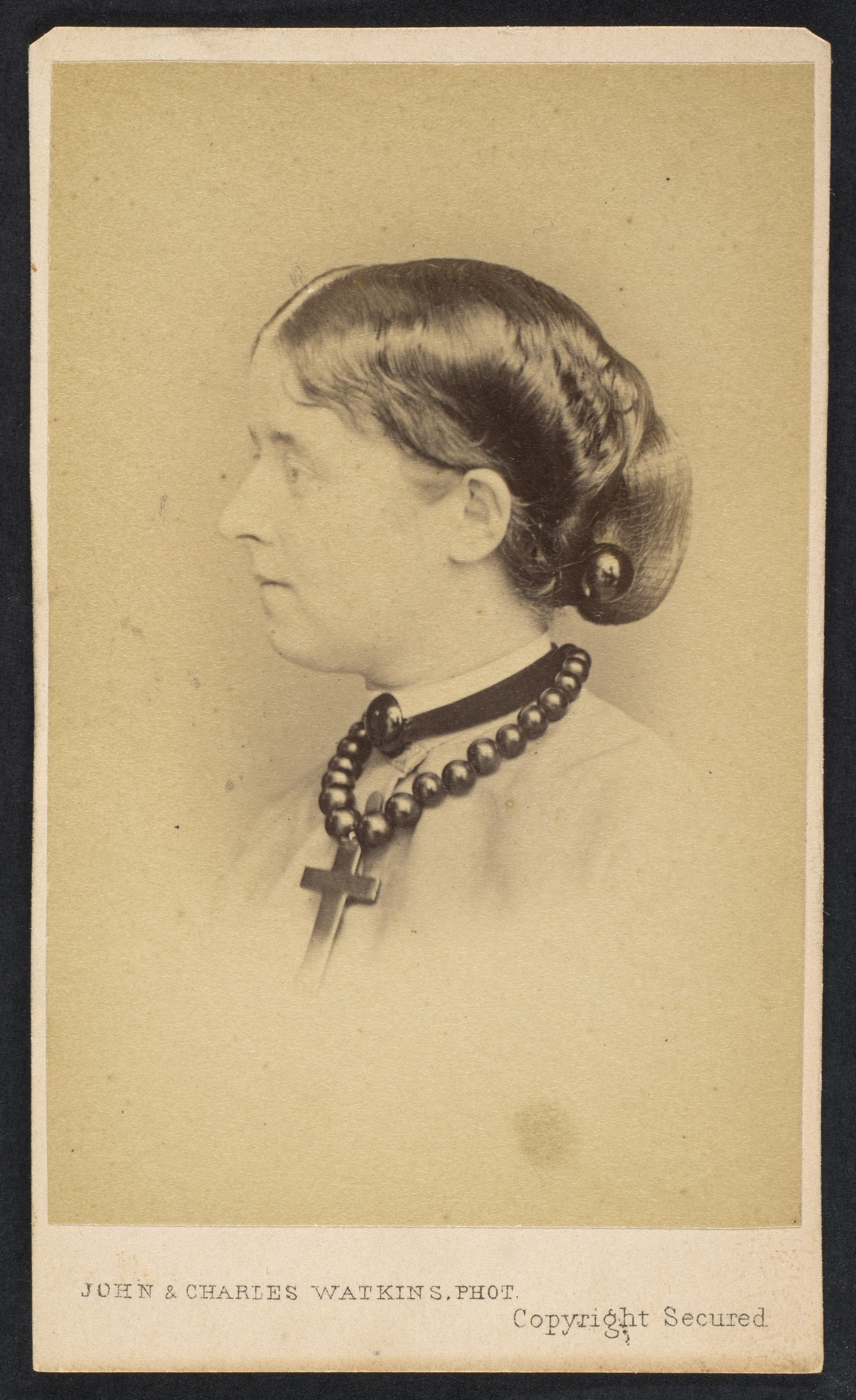
Adelaide Claxtonová
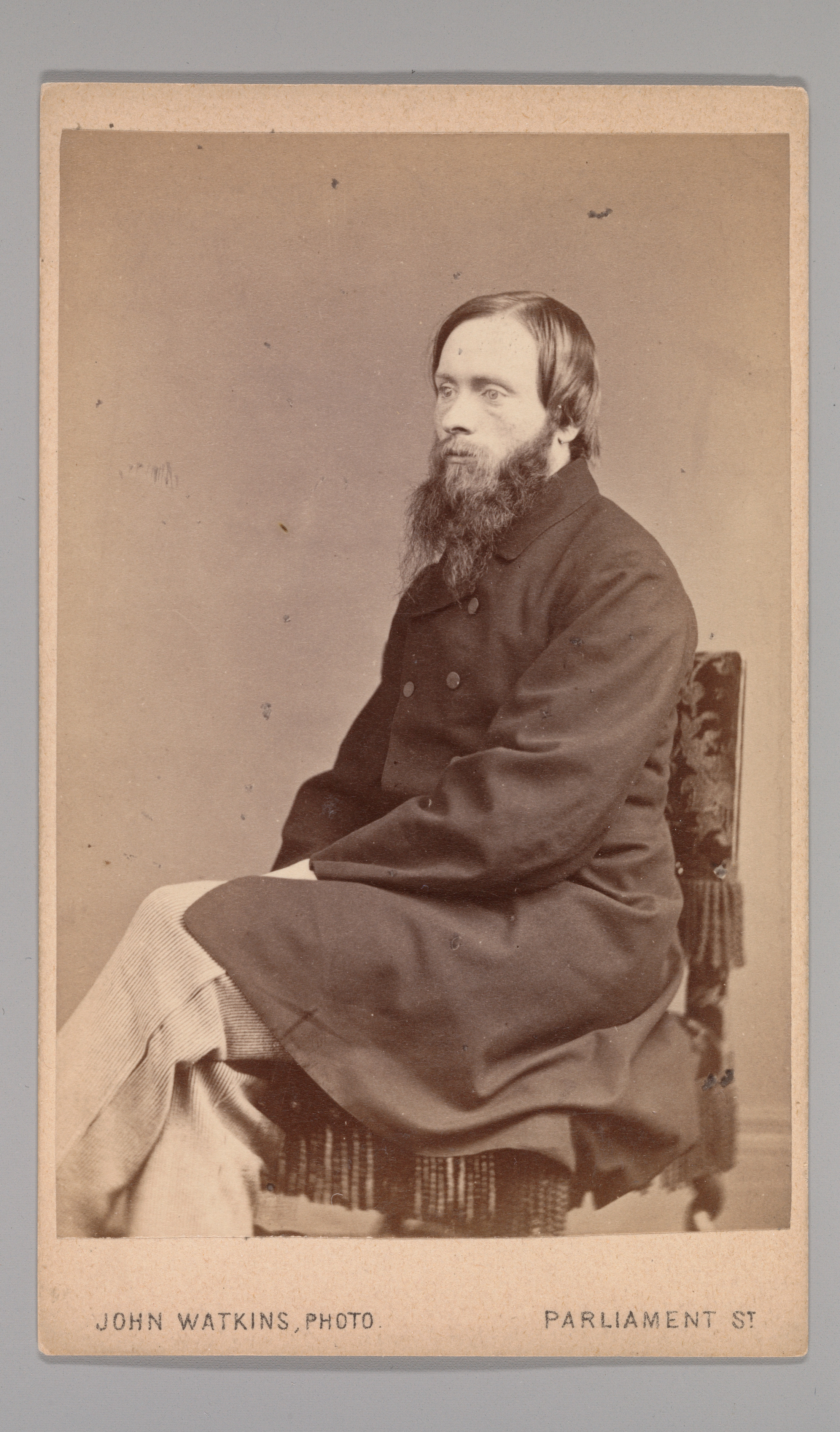
E. B. Jones
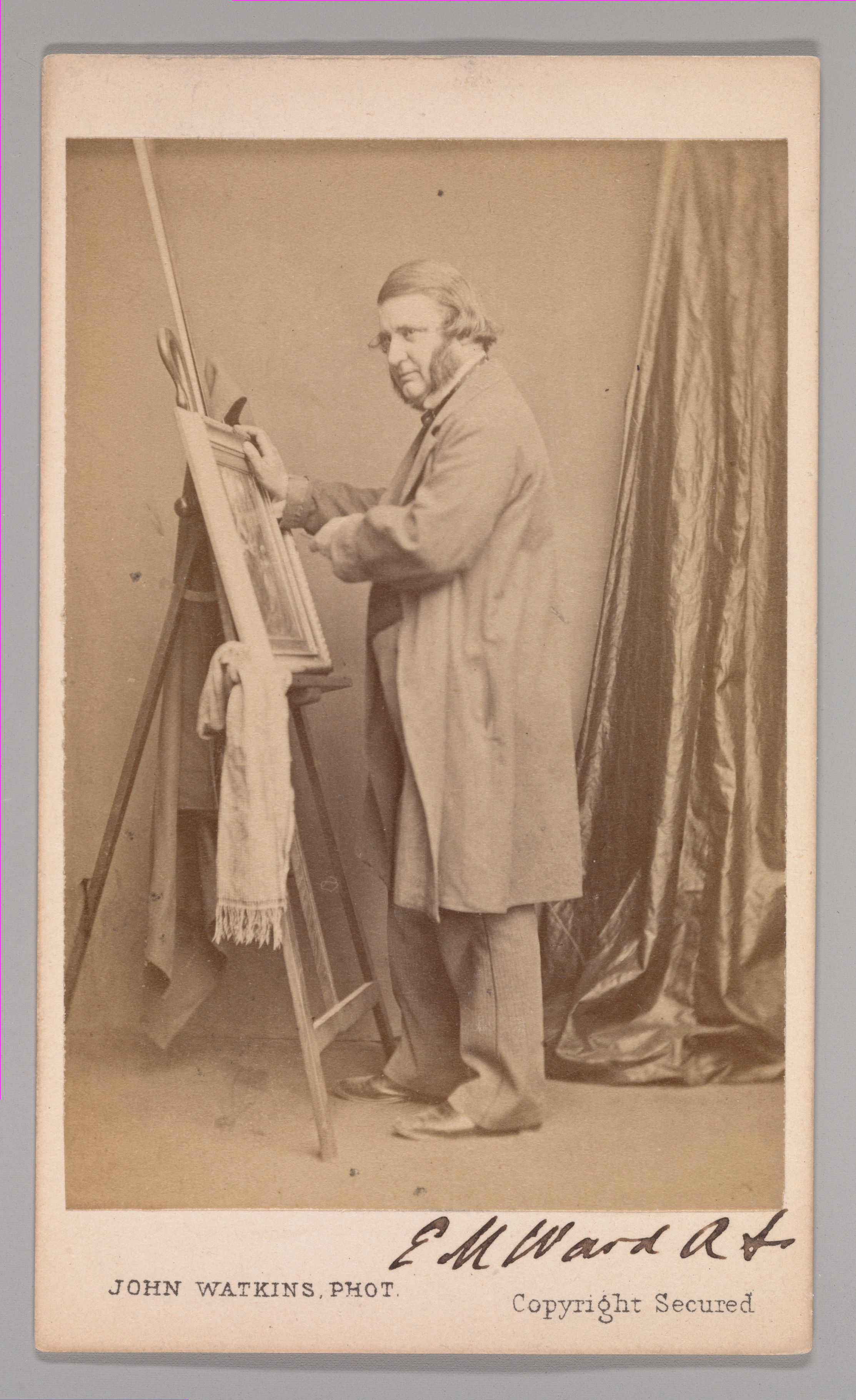
E. M. Ward
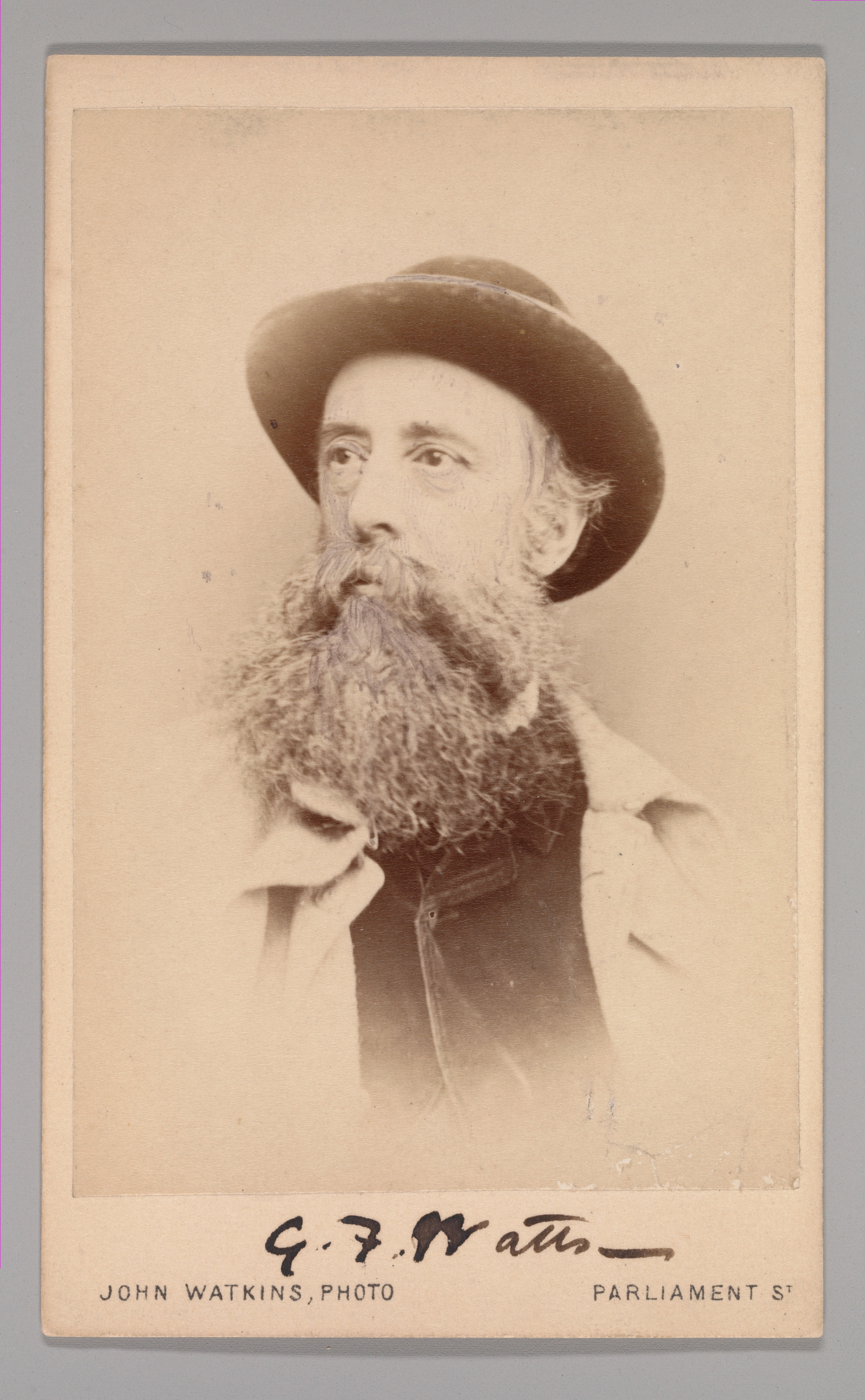
George Frederick Watts
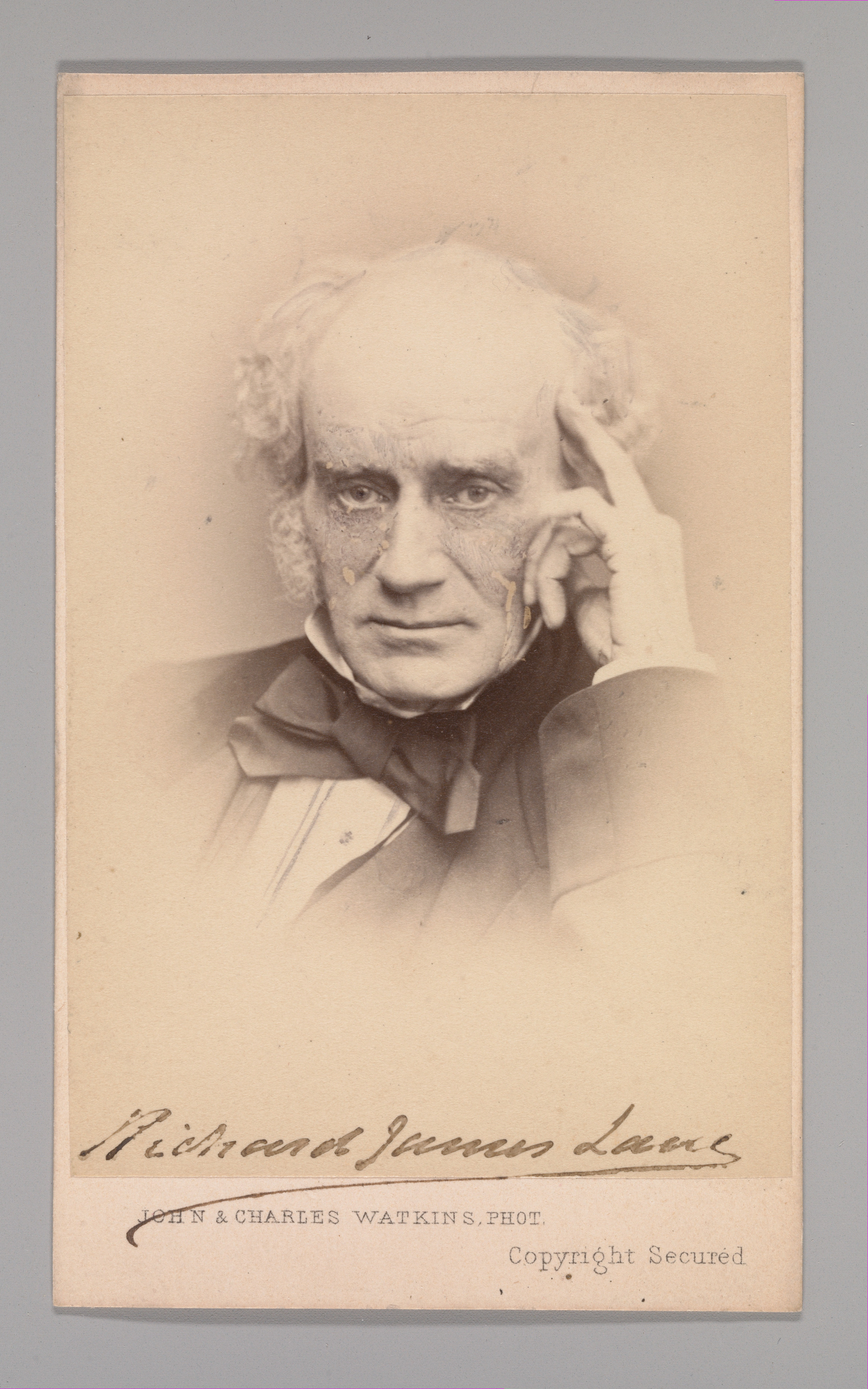
Richard James Lane